# Ашевка
Ашевка (рус. Ашевка) мања је река на западу европског дела Руске Федерације. Протиче преко источних делова Псковске области, односно преко територија њеног Бежаничког рејона. Десна је притока реке Сорот у коју се улива на њеном 76. километру узводно од њеног ушћа у Великају, и припада басену реке Нарве и Финског залива Балтичког мора.
Свој ток започиње у централном делу Бежаничког рејона код села Коромислово, и тече углавном у смеру запада. Укупна дужина водотока је 33 km, док је површина сливног подручја око 335 km².